# 猛烈
| ウィキペディアには「猛烈」という見出しの百科事典記事はありません（タイトルに「猛烈」を含むページの一覧/「猛烈」で始まるページの一覧）。 代わりにウィクショナリーのページ「猛烈」が役に立つかもしれません。 |